# Krystyna Krauze
Krystyna Krauze (* 11. června 1967 Gdaňsk, Polsko) je polská režisérka, scenáristka a překladatelka žijící v České republice. V druhé polovině 80. let 20. století se angažovala v polském opozičním hnutí a Polsko-československé solidaritě. Do polštiny přeložila přes tři desítky divadelních textů českých autorů. Natočila dokumentární film Bratříček Karel o vztahu písničkáře Karla Kryla k Polsku.

## Rodina
Narodila se 11. června 1967 v polském přístavním městě Gdaňsk do rodiny námořního kapitána Jana Krauze a lékařky Marie, rozené Kurské. V letech 1973 až 1975 pobývala s rodiči v Československu, protože její otec pracoval v Dolních Beřkovicích na stavbě nového jezu na Labi. V Dolních Beřkovicích absolvovala první dvě třídy základní školy, po návratu do Polska nastoupila na základní školu v Gdaňsku, kde v srpnu 1980 zažila stávku zaměstnanců gdaňských loděnic, která vedla ke vzniku nezávislého odborového hnutí Solidarita.
Po vyhlášení válečného stavu 13. prosince 1981 se začala angažovat v protirežimních aktivitách, za což byla vyloučena z gymnázia. Odmaturovala v roce 1986 na gymnáziu v Sopotech a zapojila se do aktivit pacifistického hnutí Wolność i Pokój (Svoboda a mír) a začala chodit na poutní cesty polských hippies na Jasnou Horu v Čenstochové.
V roce 1987 začala studovat politologii na Gdaňské univerzitě a v červnu 1988 se stala členkou a později i mluvčí stávkového výboru opozičního Nezávislého sdružení studentů (Niezależne Zrzeszenie Studentów, NZS), které stávkou na Gdaňské univerzitě podpořilo protest dělníků gdaňské loděnice.

## Aktivity v Polsko-československé solidaritě
V srpnu 1988 začala spolupracovat s Polsko-československou solidaritou – fungovala jako spojka mezi polskými a českými disidenty a novinářka pro polská nezávislá média. V Československu dělala rozhovory s disidenty a referovala o soudních procesech s Ivanem Jirousem či Vlastou Chramostovou.  Natočila rozhovor s Václavem Havlem, který vysílala Solidarita ve svém předvolebním klipu před prvními částečně svobodnými volbami v Polsku 4. června 1989. Navázala také kontakt s hnutím České děti, Nezávislým mírovým sdružením a Společností za veselejší současnost.

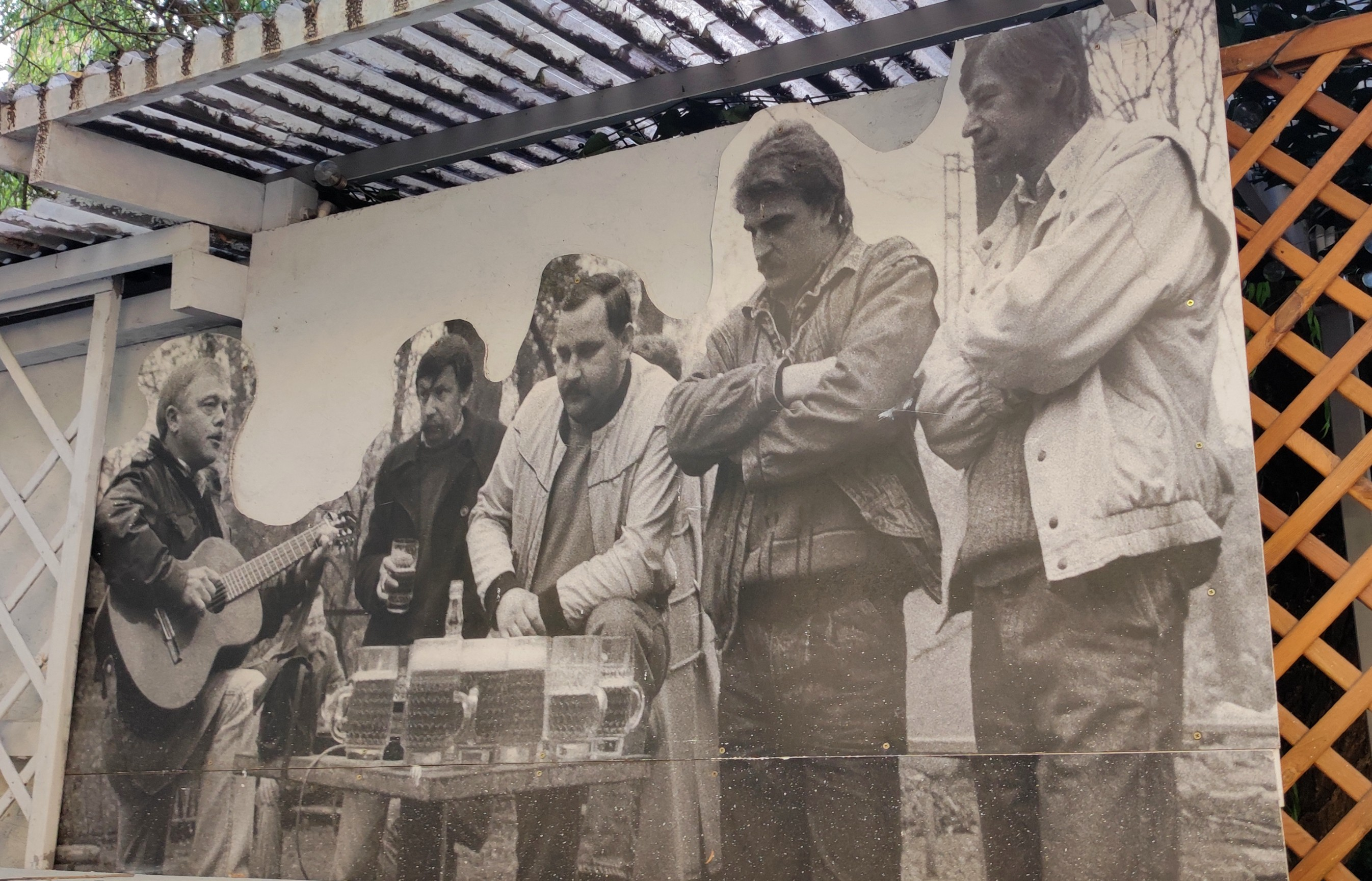
Karla Kryla hrajícího v polské Vratislavi na začátku listopadu 1989 v obyčejné hospodě připomíná plakát na plotě zahrádky restaurace Konspira v centru Vratislavi.

Jako překladatelka doprovázela v červenci 1989 oficiální polskou delegaci složenou z někdejších polských disidentů, kteří v Československu navštívili kardinála Tomáška v Arcibiskupském paláci a Václava Havla na Hrádečku. Dne 21. srpna 1989 se zúčastnila v polském Těšíně manifestace s heslem „Nikdy více bratrské pomoci“, na které se sešly tři tisíce Poláků včetně poslance za hnutí Solidarita Jacka Kuroně.
Na začátku listopadu 1989 pomáhala při organizaci festivalu nezávislé československé kultury v polské Vratislavi, pro který natočila video vzkazy českých disidentů, kteří se festivalu nemohli zúčastnit. Na festivalu se seznámila s Karlem Krylem, kterého v Teatru polském nadšeně uvítalo převážně české publikum. Po festivalu pro Karla Kryla narychlo zorganizovala koncert v Gdaňsku s písničkářkou Antoninou Krzysztoń, která v 80. letech 20. století zpívala jeho písničky v polštině. „Vzala jsem ho do katedrály v Oliwě, protože v písničce Ve jménu humanity zpívá i polsky o varhanách v této katedrále. Je to písnička o událostech z prosince 1970, kdy vláda střílela do dělníků. Jako citlivý chlap se v Oliwě rozplakal,“ uvedla Krystyna Krauze v roce 2023 pro Paměť národa.
V Praze se 17. listopadu 1989 účastnila se studentské demonstrace na Albertově jako zástupkyně polského Nezávislého sdružení studentů, dva dny poté byla zatčena a deportována z ČSSR s razítkem v cestovním pase ‚Nežádoucí osoba v ČSSR‘. Do Prahy se jí podařilo vrátit a 4. prosince 1989 sledovala v budově Melantrichu zblízka vystoupení Václava Havla na balkoně, na kterém demonstrantům na Václavském náměstí představil Mirosława Jasińského z Polsko-československé solidarity.

## Studium a tvorba
Po sametové revoluci vystudovala dramaturgii na pražské DAMU (1995), scenáristiku na Státní vysoké filmové, televizní a divadelní škole v polské Lodži (1998) a Katedru dokumentární tvorby na FAMU (1999), kterou absolvovala filmem Mistr Vyskočil aneb Něžná imprese o dialogickém jednání.
Natočila řadu dokumentů – Droga do nieba (1996, Cesta do nebe) o poutích polských hippies, které sama zažila, Nic není absurdní – portrét rabína Sidona (1997) o Karolu Sidonovi, Życie na cmentarzu (1999, Život na hřbitově), Jak Bláhovi k sedmi babičkám a dědovi přišli (1999), Augustiniáni (2001), Náš Vašek – O moci bezmocných (2012) o Václavu Havlovi, Tatarské touhy (2013) o postavení žen v zemích bývalého Sovětského svazu, zejména v Tádžikistánu a Uzbekistánu.
V letech 2008-2011 byla zástupkyní ředitele Polského institutu v Praze.
V roce 2014 jí udělil ministr kultury ČR Daniel Herman medaili Artis Bohemiae Amicis za dlouhodobé a významné šíření dobrého jména české kultury v zahraničí. V témže roce měl v České republice premiéru její celovečerní dokument Návrat Agnieszky H. (režie spolu Jackem Petryckim) o polské režisérce Agnieszce Holland a jejím vztahu k Československu.
Symbolicky v den výročí sametové revoluce měl 17. listopadu 2016 premiéru její celovečerní dokumentární film Bratříček Karel o písničkáři Karlu Krylovi. Krystyna Krauze je zároveň vypravěčkou tohoto filmu, který odhaluje spojení Karla Kryla s Polskem a Poláky a propletené osudy Čechů a Poláků v době totality. V polštině Karel Kryl nazpíval své písně Anděl, Jeřabiny, Rakovina, Veličenstvo kat, Pasážová revolta. Polákům věnoval svou píseň Ve jménu humanity (v polské verzi Organy w Oliwie), v níž reflektoval krvavě potlačenou stávku dělníků v Gdaňsku v prosinci 1970, která se stala předzvěstí vzniku polského odborového hnutí Solidarita v rodném městě Krystyny Krauze.
Do polštiny přeložila přes tři desítky divadelních textů českých autorů (Petr Zelenka, Pavel Kohout, Ivan Vyskočil, David Drábek, Karol Sidon aj.). Edičně připravila antologii současného českého dramatu Opowieści o zwyczajnym szaleństwie (2006, Příběhy obyčejného šílenství).
Scenáristicky se podílela na filmech produkovaných společností Febio. Napsala několik vlastních (dosud nerealizovaných) filmových scénářů a dramatizací literárních předloh (F. M. Dostojevskij, F. Werfel, W. Gombrowicz).
Za monodrama Kobieta publicznie aktywna (Veřejně činná žena) získala 1. cenu v dramatické soutěži Tespis 2004.